# دوربینی

دوربینی به دلیل کم بودن تحدب قرنیه چشم بوده که نقطه کانونی عدسی روی شبکیه قرار نمی‌گیرد؛ اصلاح دید با عدسی محدب یا همگرا است.

دوربینی (به انگلیسی: Hyperopia) یکی از عیوب انکساری چشم و به معنی این است که چشم بیمار در دیدن اشیای نزدیک دچار اشکال باشد.
حدود ۲۵٪ افراد جامعه دچار این مشکل می‌شوند و این افراد اشیا دور را بهتر از اشیا نزدیک میبینند.
دوربینی اغلب به دلیل کم بودن تحدب قرنیه چشم یا کوچکتر بودن کرهٔ چشم این افراد نسبت به حالت عادی بوده که نقطه کانونی عدسی روی شبکیه قرار نمی‌گیرد و در پشت آن تشکیل می‌شود.وفرد مجبوراست سرش را از اجسام دور کرده تا تصویر روی شبکیه بیفتد
شیوع دوربینی از نزدیک‌بینی کمتر است. دوربینی در اغلب موارد ارثی است. در دوران سالمندی ما بیماری پیرچشمی را داریم که در بعضی موارد با دوربینی اشتباه گرفته می‌شود ولی پیرچشمی هم توانایی دید نزدیک و هم دید دور مختل می‌شود. پیرچشمی به علت کاهش دامنه تطابق در نتیجه تغییرات ناشی از پیری در عدسی چشم رخ می‌دهد.
بسیاری از بچه‌ها با دوربینی متولد می‌شوند و بعضی آن را مدتی پس از تولد دچار می‌شوند.

## اصلاح دید
اصلاح دید با به کاربردن عینک با عدسی محدب یا همگرا است. گاه از لنز تماسی مثبت نیز استفاده می‌شود. درمان جدیدتر جراحی قرنیه با لیزر است.
شمارهٔ عینک افراد دوربین مثبت است و هرچه چشم ضعیف‌تر باشد شماره بالاتر خواهد بود.